# Panoram
Panoram was de merknaam van een video-jukebox die populair was in de Verenigde Staten gedurende de jaren dertig en veertig. Het apparaat bestond uit een jukebox die een korte lus 16mm filmrol langs een glasscherm speelde.
De Panoram is tegenwoordig nog het bekendst van de uitgebreide nalatenschap aan Soundies, korte videoclips die enkele minuten duurden en speciaal voor het apparaat werden gemaakt. Deze films vertoonden de meeste van de muzikale sterren van die periode, waaronder Duke Ellington, Count Basie, Cab Calloway en Reg Kehoe and his Marimba Queens. Veel van de Soundies zijn bewaard gebleven.